# Görög vízilabdakupa
A görög vízilabdakupa a görög vízilabdázás második számú versenysorozata.  A kupát 1953 óta rendezik a Görög Úszó Szövetség szervezésében.

## Az eddigi döntők

### Férfiak
| Évad    | Kupagyőztes          | Második              | Eredmény          | Helyszín          |
| ------- | -------------------- | -------------------- | ----------------- | ----------------- |
| 1953    | Ethnikósz Pireósz    | Olimbiakósz SZFP     | 5–4 hu            | Athén             |
| 1954    | Ethnikósz Pireósz    | Olimbiakósz SZFP     | 12–0              | Athén             |
| 1955    | Ethnikósz Pireósz    | Árisz Theszaloníkisz | játék nélkül      | Athén             |
| 1956    | Ethnikósz Pireósz 6p | NO Patrón 4p         | 4-es körm.        | Athén             |
| 1957    | Ethnikósz Pireósz    | Olimbiakósz SZFP     | 6–4 hu            | Athén             |
| 1958    | Ethnikósz Pireósz    | NO Patrón            | 5–2               | Athén             |
| 1959–83 | Nem rendezték meg    | Nem rendezték meg    | Nem rendezték meg | Nem rendezték meg |
| 1984    | Ethnikósz Pireósz    | ANO Glifádasz        | 8–5               | Athén             |
| 1985    | Ethnikósz Pireósz    | Árisz Theszaloníkisz | 8–7               | Athén             |
| 1986    | ANO Glifádasz        | NO Vuliagménisz      | 5–4               | Pireusz           |
| 1987    | ANO Glifádasz        | NO Vuliagménisz      | 10–7              | Athén             |
| 1988    | Ethnikósz Pireósz    | NO Vuliagménisz      | 8–6               | Athén             |
| 1989    | ANO Glifádasz        | NO Vuliagménisz      | 10–8 hu           | Athén             |
| 1990    | NO Híu               | ANO Glifádasz        | 8–5 hu            | Athén             |
| 1991    | Ethnikósz Pireósz    | ANO Glifádasz        | 10–7              | Athén             |
| 1992    | Olimbiakósz SZFP     | NO Patrón            | 9–8               | Athén             |
| 1993    | Olimbiakósz SZFP     | ANO Glifádasz        | 8–4               | Athén             |
| 1994    | Nem rendezték meg    | Nem rendezték meg    | Nem rendezték meg | Nem rendezték meg |
| 1994–95 | NO Patrón            | NO Vuliagménisz      | 13–12             | Athén             |
| 1995–96 | NO Vuliagménisz      | NO Patrón            | 11–8              | Athén             |
| 1996–97 | Olimbiakósz SZFP     | NO Patrón            | 9–8               | Athén             |
| 1997–98 | Olimbiakósz SZFP     | NO Patrón            | 10–8              | Athén             |
| 1998–99 | NO Vuliagménisz      | Olimbiakósz SZFP     | 8–7               | Korfu             |
| 1999–00 | Ethnikósz Pireósz    | Olimbiakósz SZFP     | 12–11 hu          | Pireusz           |
| 2000–01 | Olimbiakósz SZFP     | NO Vuliagménisz      | 9–7               | Pátra             |
| 2001–02 | Olimbiakósz SZFP     | NO Vuliagménisz      | 10–8 hu           | Vólosz            |
| 2002–03 | Olimbiakósz SZFP     | NO Haníon            | 14–5              | Híosz             |
| 2003–04 | Olimbiakósz SZFP     | NO Vuliagménisz      | 6–5               | Athén             |
| 2004–05 | Ethnikósz Pireósz    | NO Patrón            | 12–8              | Szaloniki         |
| 2005–06 | Olimbiakósz SZFP     | Panióniosz Athinón   | 16–5              | Árta              |
| 2006–07 | Olimbiakósz SZFP     | Ethnikósz Pireósz    | 11–5              | Kalamáta          |
| 2007–08 | Olimbiakósz SZFP     | Panióniosz Athinón   | 10–4              | Trípoli           |
| 2008–09 | Olimbiakósz SZFP     | Panióniosz Athinón   | 10–4              | Ptolemaís         |
| 2009–10 | Olimbiakósz SZFP     | Panióniosz Athinón   | 7–6 hu            | Ermúpoli          |
| 2010–11 | Olimbiakósz SZFP     | Panióniosz Athinón   | 10–8              | Kálymnos          |
| 2011–12 | NO Vuliagménisz      | NO Híu               | 6–4               | Argostóli         |
| 2012-13 | Olimbiakósz SZFP     | NO Vuliagménisz      | 6–5               | Lamía             |
| 2013-14 | Olimbiakósz SZFP     | NO Vuliagménisz      | 11–10             | Athén             |
| 2014-15 | Olimbiakósz SZFP     | Panathinaikósz AO    | 18–10             | Karpenísi         |
| 2015-16 | Olimbiakósz SZFP     | NO Vuliagménisz      | 12–5              | Vuliagméni, Athén |
| 2016-17 | NO Vuliagménisz      | Olimbiakósz SZFP     | 8–7               | Karpenísi         |
| 2017-18 | Olimbiakósz SZFP     | ANO Glifádasz        | 14–8              | Híosz             |
| 2018-19 | Olimbiakósz SZFP     | NO Vuliagménisz      | 6–4               | Karpenísi         |
| 2019-20 | Olimbiakósz SZFP     | Ethnikósz Pireósz    | 18–6              | Híosz             |
| 2020-21 | Olimbiakósz SZFP     | AÉK Athinón          | 20–4              | Vuliagméni, Athén |
| 2021-22 | Olimbiakósz SZFP     | NO Vuliagménisz      | 9–8               | Lárisza           |
| 2022-23 | Olimbiakósz SZFP     | Panathinaikósz AO    | 14–4              | Pátra             |
| 2023-24 | Olimbiakósz SZFP     | Apólon Zmírnisz      | 16–8              | Vuliagméni, Athén |
| 2024-25 | Olimbiakósz SZFP     | Panathinaikósz AO    | 22–9              | Vólosz            |

### Nők
| Évad    | Kupagyőztes       | Második           | Eredmény     | Helyszín            |
| ------- | ----------------- | ----------------- | ------------ | ------------------- |
| 2017-18 | Olimbiakósz SZFP  | NO Vuliagménisz   | 14–11        | Karpenísi           |
| 2018-19 | NO Vuliagménisz   | Olimbiakósz SZFP  | 10–8         | Híosz               |
| 2019-20 | Olimbiakósz SZFP  | Niréasz Halandríu | 16–4         | Paleó Fáliro, Athén |
| 2020-21 | Olimbiakósz SZFP  | NO Vuliagménisz   | 11–8         | Vuliagméni, Athén   |
| 2021-22 | Olimbiakósz SZFP  | ANO Glifádasz     | 14–7         | Lárisza             |
| 2022-23 | Olimbiakósz SZFP  | NO Vuliagménisz   | 11–6         | Pátra               |
| 2023-24 | Ethnikósz Pireósz | Olimbiakósz SZFP  | 9–9 (b: 4–2) | Vuliagméni, Athén   |
| 2024-25 | Olimbiakósz SZFP  | NO Vuliagménisz   | 12–10        | Vólosz              |

## Eddigi győztesek

### Férfiak
| Klub                 | Győzelem | Döntős | Győztes idény |
| -------------------- | -------- | ------ | --- |
| Olimbiakósz SZFP     | 26       | 6      | 1992, 1993, 1997, 1998, 2001, 2002, 2003, 2004, 2006, 2007, 2008, 2009, 2010, 2011, 2013, 2014, 2015, 2016, 2018, 2019, 2020, 2021, 2022, 2023, 2024, 2025 |
| Ethnikósz Pireósz    | 12       | 2      | 1953, 1954, 1955, 1956, 1957, 1958, 1984, 1985, 1988, 1991, 2000, 2005                                                                                     |
| NO Vuliagménisz      | 4        | 13     | 1996, 1999, 2012, 2017 |
| ANO Glifádasz        | 3        | 5      | 1986, 1987, 1989 |
| NO Patrón            | 1        | 7      | 1995 |
| NO Híu               | 1        | 1      | 1990 |
| Panióniosz Athinón   | —        | 5      | |
| Panathinaikósz AO    | —        | 3      | |
| Árisz Theszaloníkisz | —        | 2      | |
| NO Haníon            | —        | 1      | |
| AÉK Athinón          | —        | 1      | |
| Apólon Zmírnisz      | —        | 1      | |

### Nők
| Klub              | Győzelem | Döntős | Győztes idény                      |
| ----------------- | -------- | ------ | ---------------------------------- |
| Olimbiakósz SZFP  | 6        | 2      | 2018, 2020, 2021, 2022, 2023, 2025 |
| NO Vuliagménisz   | 1        | 4      | 2019                               |
| Ethnikósz Pireósz | 1        | –      | 2024                               |
| Niréasz Halandríu | –        | 1      |                                    |
| ANO Glifádasz     | –        | 1      |                                    |